# Shahrestān di Azar Shahr
Lo shahrestān di Azar Shahr (farsi شهرستان عجب‌شیر) è uno dei 19 shahrestān della provincia dell'Azerbaigian Orientale, in Iran. Il capoluogo è Azar Shahr. Lo shahrestān è suddiviso in 3 circoscrizioni (bakhsh):
- Centrale (بخش مرکزی)
- Gugan (بخش گوگان), con capoluogo Gugan.
- Mamqan (بخش ممقان), con capoluogo Mamqan.